# 清瀬まち
清瀬 まち（きよせ まち、1991年〈平成3年〉3月23日 - ）は、スリーライズに所属していた日本の元モデル、元レースクイーン、元タレントである。

## 来歴

### デビューから日本レースクイーン大賞受賞まで
岡山県倉敷市出身。岡山県立倉敷南高等学校を経て、岡山県立大学卒業。大学卒業後は介護福祉士として老人ホームに勤務していたが、バイク雑誌で、エヴァンゲリオンレーシングのRQをしていた水谷望愛を見たのをきっかけにレースクイーンを目指すようになる。その後スリーライズに履歴書を送り、面接した際、立花サキと対面した結果事務所入りが決まったという。
2014年1月10日 - 12日の東京オートサロンにて、EXEDYブースのコンパニオンを務め本格的な活動を開始。同年、同じ事務所の桜木ゆいと共にSUPER GT「EXEDYレーシングガール」を務め、日本レースクイーン大賞「新人グランプリ最優秀新人賞」を受賞した。
2015年と2016年の2年連続で、「D'station フレッシュエンジェルズ」の一員として活動。2016年はスーパー耐久の公式イメージガールも務めた。S耐のイメージガールは2001年から2015年までスタイルコーポレーション所属者が務めていたが、この年からはフレエンに引き継がれ2021年シーズンまで続いた。この時期にはスポーツ紙6紙の合同イメージガールユニット「スクープ!?」にも参加していた。
2016年1月の東京オートサロンでは、2015日本レースクイーン大賞のFUKUOKA ASIA COLLECTION賞、コスチュームグランプリを受賞したが、同年3月20日に行われた福岡アジアコレクションには出場できなかった。その後2017年1月13日の東京オートサロンにて、「日本レースクイーン大賞2016」の7代目グランプリを見事受賞した。また、同サロンではavexキャンペーンガールを務める傍ら、A-classの一員としてライブ・パフォーマンスを行った。オートサロンの公式イメージガールに選ばれずA-classに参加するのは異例のことであったが、この年をもってA-class自体が一旦廃止となったため、翌年のイメージガール昇格は実現出来なかった。なお、この年の1月28日 - 29日に開催された沖縄カスタムカーショーにも出演している。

### エヴァンゲリオンRQからLEXUS TEAM SARDまで

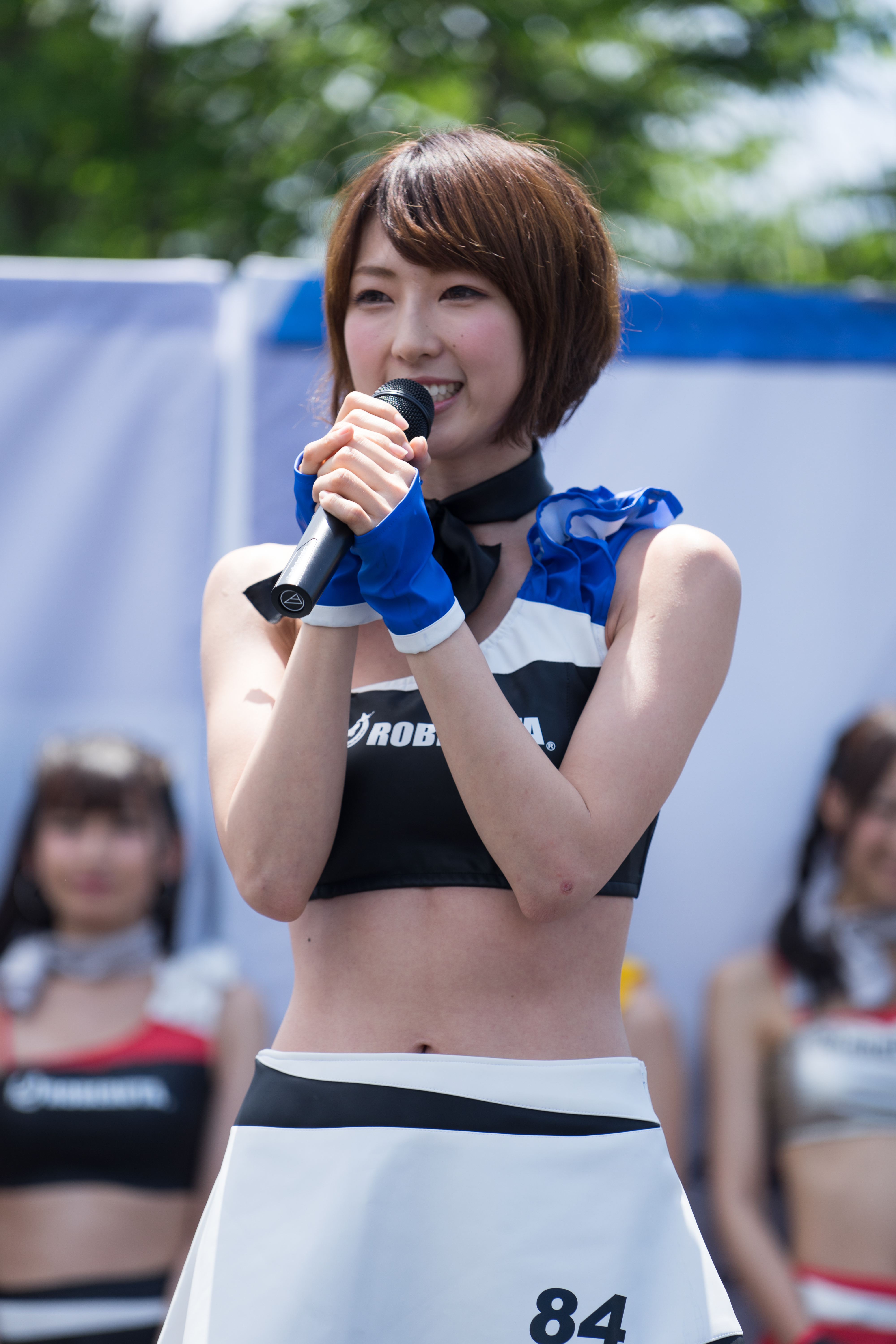
2017年レッドブル・エアレース・ワールドシリーズ千葉大会エアレースクイーン

2017年3月3日、エヴァンゲリオンレーシングレースクイーン2017の式波・アスカ・ラングレー役に選出。2010年から6年間参加し続けた野呂陽菜の後任として活動した。同年6月、「2017年レッドブル・エアレース・ワールドシリーズ 千葉」にて、エアレースクイーン大賞2017グランプリを受賞。10月には『野畑の飼ってた宇宙人』で舞台初出演を果たした。また同年の東京モーターショーではLEXUSブースのコンパニオンとして参加。以後名古屋・福岡・大阪・札幌のモーターショーでもLEXUSブースのコンパニオンを務めた。
2018年はSUPER GT「SARDイメージガール」として活動する一方、格闘技団体RIZINのラウンドガールも務める。同年8月には舞台『春過ぎて、アルタイル』への出演もあった。
2019年はSARDイメージガールをはらことはに譲り、中村比菜と共に「KOBELCO GIRLS」として活動。2年連続でLEXUS TEAM SARDのRQに携わる。中村とは同年のスーパーフォーミュラでも「KONDO Racing raffinee lady」（ラフィーネレディ）を務めていた。この年の夏には映画『ワイルド・スピード/スーパーコンボ』（デヴィッド・リーチ監督）のプロモーションガールに当たる“ワイスピガール”を星野奏、宮本りお、森脇亜紗紀と共に務めた。

### 引退とその後
2019年10月25日付のブログにおいて、同年限りでのレースクイーン引退を発表。同月26日 - 27日のスーパーフォーミュラ最終戦では、“Thank You Very まっち”と書かれた卒業記念バッジが配布された。また2020年1月10日 - 12日開催の東京オートサロン2020では、事務所の後輩である安藤まいと共にEXEDYブースのコンパニオンとして参加。オートサロンとしては2015年以来5年ぶりにEXEDYのコスチューム姿を披露した。
2020年3月23日で29歳になった清瀬は、同年3月31日付をもってスリーライズを離れ表舞台から退くと共に、岡山トヨペット K-tunes Racingのマネージャーとしてモータースポーツ関連の仕事に携わる。そして30歳の誕生日を迎えた2021年3月23日、メカニック担当の日本人男性と入籍。第一子を妊娠していることを自身のSNSで発表した。その後2022年4月4日の自身のツイートで、前年10月に第一子を出産したことを公表している。
2025年1月11日、日本レースクイーン大賞から大会名を変更した『レースアンバサダーアワード2024』表彰式に歴代RQ大賞グランプリの一人として登壇。TAS2020以来5年ぶりに幕張メッセのステージに立った。

## 人物
- 名前の「まち」は、“3月”の英語読み（March）から来ているとされる[29]。
- “マチ”という猫を20歳の頃から飼い続けていたが[29]、2021年7月18日に「私が育てた黒猫マチが息を引き取りました。」とツイッターに記載した[TW 8]。
- 高校時代、ブルーインパルスのパイロットを目指して防衛大学校を受験したものの失敗し、大学の福祉学部を受けた[5]。大学在学中には岡山県玉野市の観光大使を務めており、一日警察署長も体験している[TW 9]。
- 大学時代は女子サッカー部に所属。ポジションはトップ、サイドハーフ、フォワードと転々だった[30]。
- 趣味は、黒猫グッズ集め、オンラインゲーム。
- 特技は、鳩の声マネ。
- 好きな色は、水色。
- 好きな食べ物は、トマト・梨・みかん・銀杏。
- 好きな映画は「エヴァンゲリオン」、「ジブリ」。
- ネイルサロンに勤める姉がいる[31]。
- 憧れだった水谷望愛とは2014年8月のSUPER GT富士戦[注 6]で対面した他、2017年の東京オートサロン・avexキャンペーンガール[注 2]でも共演。日本レースクイーン大賞2015では共に大賞受賞者5名の中に入っていた[注 1]。

## 活動履歴

### 舞台
- 春過ぎて、アルタイル（2018年8月21日 - 26日、浅草九劇） - 夏宮柚亜 役[23]
- 野畑の飼ってた宇宙人（2017年10月18日 - 22日、池袋シアターグリーン BIG TREE THEATER） - 静岡ミズキ 役[20]

### 雑誌
- 2018年01月 『週刊プレイボーイ』（2018年1月29日号）
- 2016年02月 『GALS PARADISE 2016 東京オートサロン編』
- 2016年02月 『東京オートサロン2016 オフィシャルブック』
- 2015年11月 『ギャルズパラダイス2015DVDスペシャル』
- 2015年10月 『東京モーターショーガイド 2015―OFFICIAL』
- 2015年10月 『週刊SPA!』
- 2015年09月 『FLASH』
- 2015年09月 『GALS PARADISE 2015 トップレースクイーン編』
- 2015年06月 『GALS PARADISE 2015 レースクイーンデビュー編』
- 2015年05月 『GALS PARADISE 2015 スーパーGTレースクイーン オフィシャルガイドブック』
- 2015年02月 『EX MAX! 2015年4月号』
- 2015年02月 『GALS PARADISE 2015 東京オートサロン編』（三栄書房）
- 2015年01月 『オフィシャルブック 東京オートサロン2015』
- 2014年12月 『Option』
- 2014年12月 『週刊プレイボーイ』
- 2014年12月 『Carトップ』
- 2014年11月 『GALS PARADISE 2014 DVDスペシャル』（三栄書房）
- 2014年10月 『FLASH』
- 2014年09月 『GALS PARADISE 2014 トップレースクイーン編』（三栄書房）
- 2014年09月 『週刊ヤングジャンプ』
- 2014年08月 『Goo Parts』
- 2014年07月 『HOT WATER』
- 2014年06月 『GALS PARADISE 2014 レースクイーンデビュー編』（三栄書房）
- 2014年06月 『漫画アクション』
- 2014年05月 『GALS PARADISE 2014 スーパーGTレースクイーン　オフィシャルガイドブック』（三栄書房）
- 2014年02月 『GALS PARADISE 2014 オートサロン編』（三栄書房）

### 新聞
- 2015年10月【目指せ！キャプテン】まっち、2級船舶免許に挑戦（スポーツ報知）

### テレビ番組

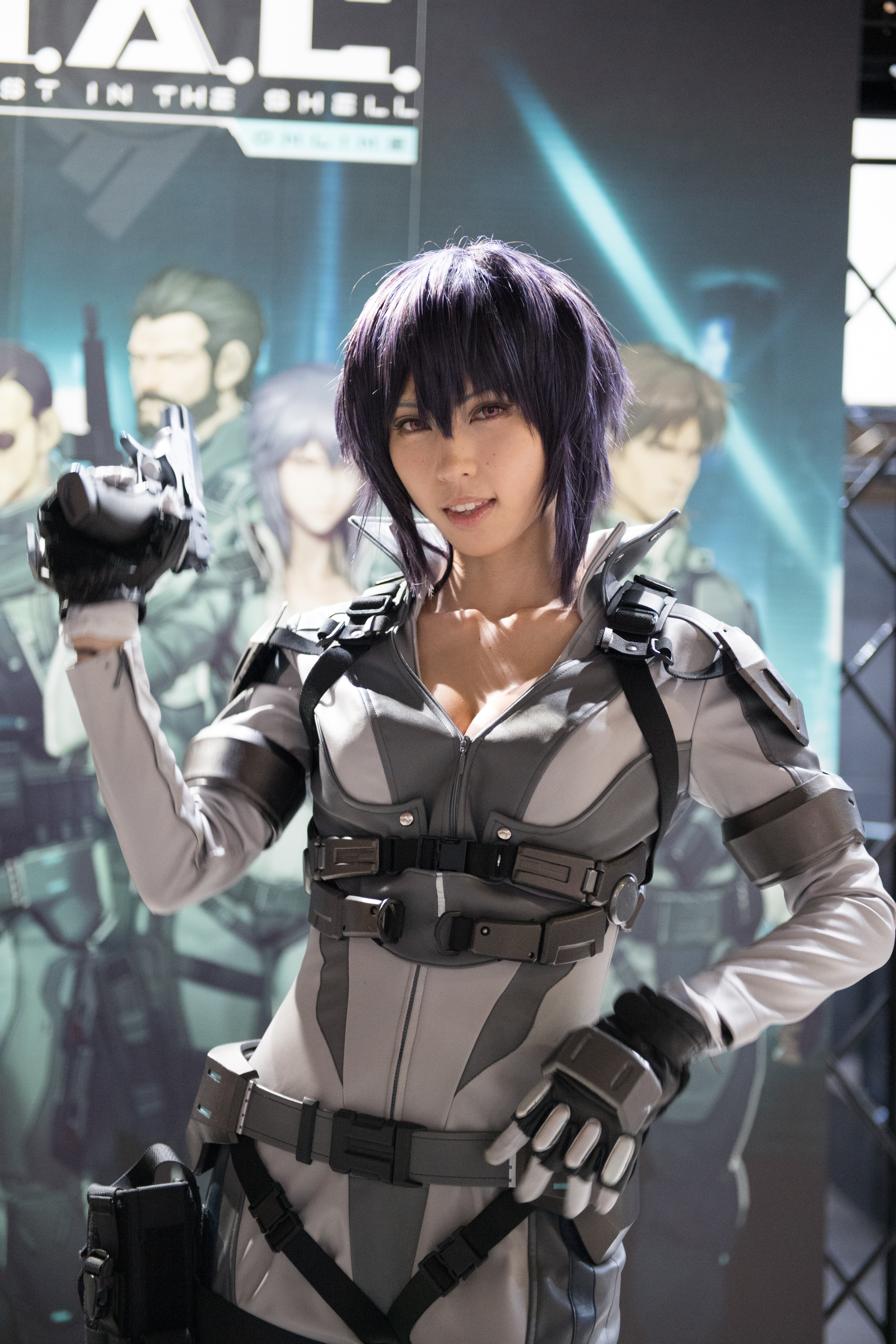
東京ゲームショウ2016で「攻殻機動隊」の草薙素子のコスプレを披露（2016年9月15日）

- 2016年03月 『アニメ好きはカレー好き!?』（TOKYO MX）[14]
- 2016年02月 『ミュージャック』（関西テレビ）
- 2015年08月 『恋んトス』（TBS）
- 2015年01月 『志村&鶴瓶のあぶない交遊録』（テレビ朝日）

### ゲーム
- HOUNDS
- バトルフィールド4
- THE CREW[30]
- サドンアタック
- ガンスリンガーストラトス リローテッド[30]
- プロ野球スピリッツ2019

### WEB
- TOPQUEEN
- レースクイーン サーキットの女神たち

### ミュージックビデオ
- 六道寺恵梨「優しい花」（シングル『正義のヒーローを捕まえて固めたら無敵じゃないか』所収、2019年）

### イベント
- CP+
- ニコニコ超会議
- ニコニコ闘会議
- 東京ゲームショウ

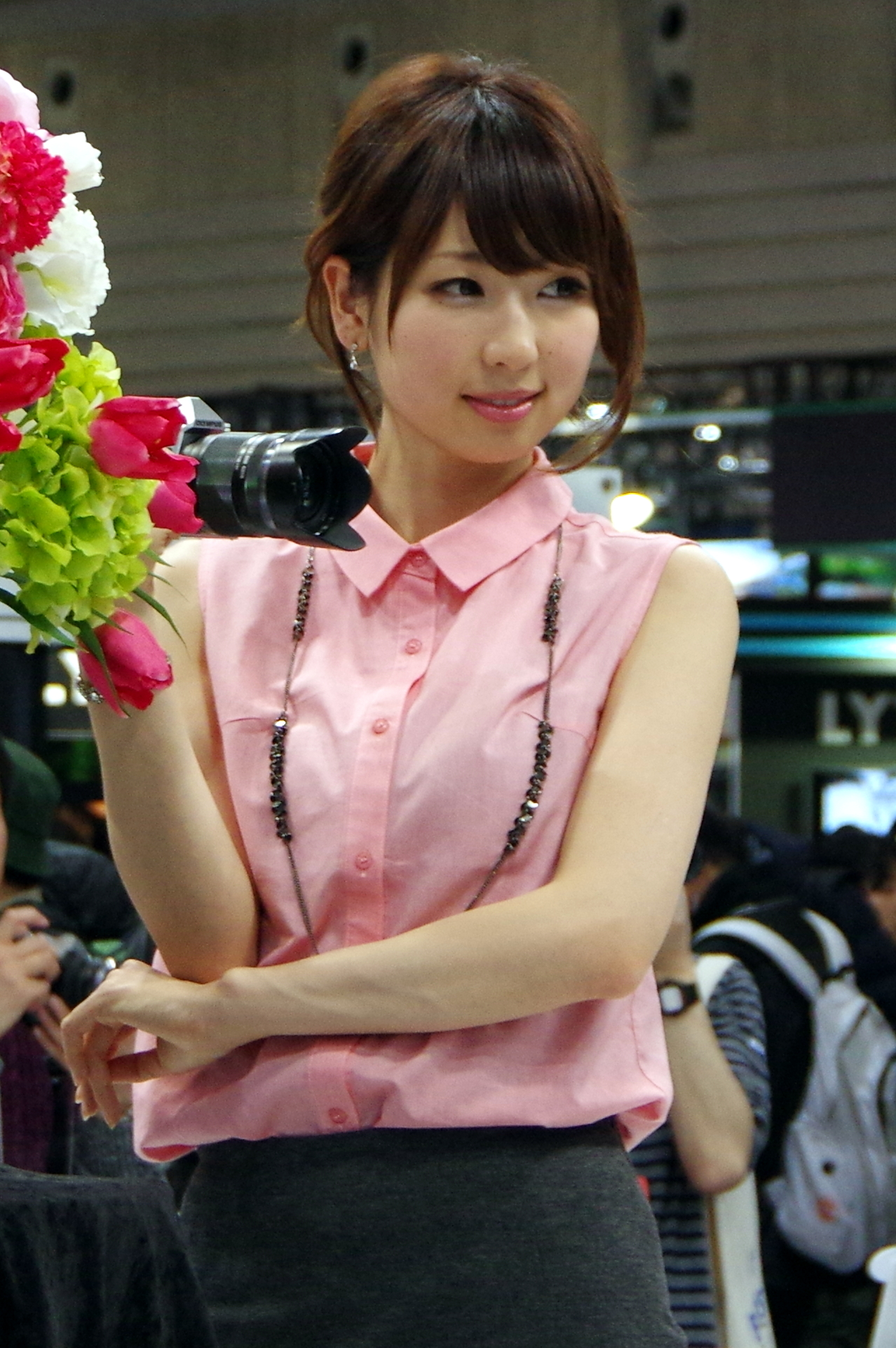
CP+・オリンパスブースにて（2015年2月15日）

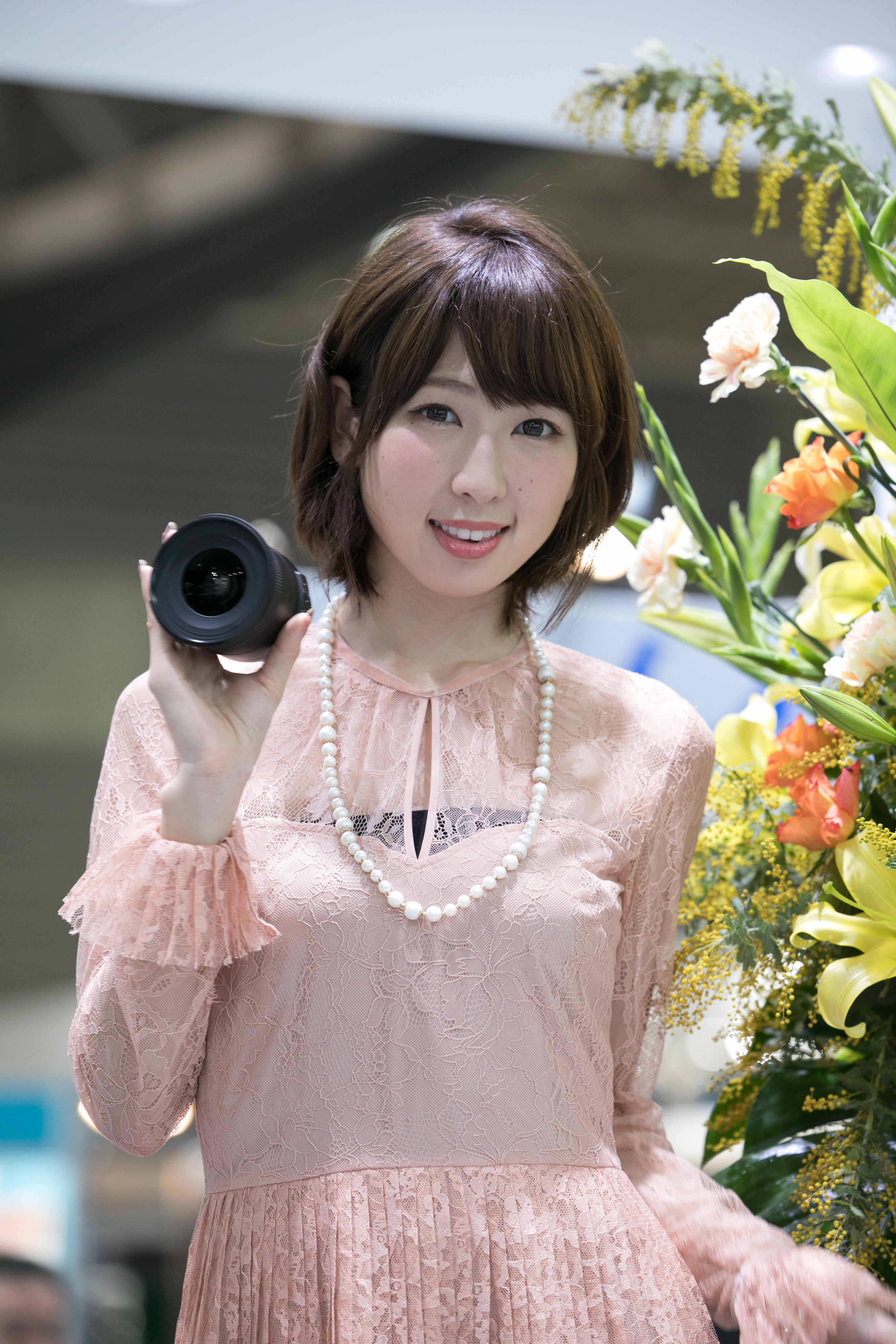
CP+・タムロンブースにて
（2017年2月23日）

- フジテレビ ダイヤモンドグローブ ラウンドガール
- RIZINラウンドガール[22]
- 宇宙戦艦ヤマト2199 ヤマトガールズ（桐生美影役）[37]
- AnimeJapan2015（2015年3月20日 - 22日、東京ビッグサイト） - TOKYO MXブースで浴衣姿を披露[38]
- 沖縄カスタムカーショー2017（2017年1月28日 - 29日、美らSUNビーチとよさき） - A-classとして[17]
- プロスピA ファンフェスタin東京（2019年10月22日、東京ドームシティプリズムホール） - アシスタントMC[39]

#### モーターショー出演歴
| 年     | 地域                     | 出演ブース | 備考                                                           |
| ------ | ------------------------ | ---------- | -------------------------------------------------------------- |
| 2015年 | 東京                     | シトロエン | [ 40 ]                                                         |
| 2017年 | 東京・名古屋・福岡・大阪 | LEXUS      |                                                                |
| 2018年 | 札幌                     | LEXUS      | 多田夏摘、羽瀬萌と共演                                         |
| 2019年 | 東京                     | FLEX       | 10月24日（初日）に林紗久羅、 11月4日（最終日）に引地裕美と共演 |

#### 東京オートサロン出演歴
| 年             | 出演ブース | 備考                                                                                          |
| -------------- | ---------- | --------------------------------------------------------------------------------------------- |
| 2014年         | EXEDY      | 吉江幸貴と共演                                                                                |
| 2015年         | EXEDY      | 陣川萌子と共演                                                                                |
| 2016年・2017年 | avex       | avexキャンペーンガールとして出演                                                              |
| 2018年         | C-WEST     | 森園れんと共演                                                                                |
| 2019年         | DAIHATSU   | 共演：島田七実、藤井マリー、久保田杏奈、菊池なつき 浅井マリカ、石原未梨、佐野千裕、加藤恵里奈 |
| 2020年         | EXEDY      | 安藤まいと共演                                                                                |

### レースクイーン
| 年     | カテゴリー                                                              | チーム名                                      | 他メンバー | 備考                                               |
| ------ | ----------------------------------------------------------------------- | --------------------------------------------- | --- | -------------------------------------------------- |
| 2014年 | SUPER GT                                                                | LEXUS TEAM ZENT CERUMO                        | 桜木ゆい |                                                    |
| 2014年 | ALL JAPAN F3                                                            | EXEDY RACING TEAM                             | |                                                    |
| 2014年 | D1GP                                                                    | EXEDY R Magic D1 Racing                       | 桜木ゆい、滝川メグ、牧橋美輝                                                                                               |                                                    |
| 2014年 | 全日本ジムカーナ                                                        | EXEDY 11A BRZ                                 | |                                                    |
| 2015年 | SUPER GT                                                                | KONDO RACING                                  | 佐崎愛里、日野礼香、林紗久羅                                                                                               |                                                    |
| 2015年 | スーパー耐久                                                            | KONDO RACING                                  | 佐崎愛里、日野礼香、林紗久羅                                                                                               |                                                    |
| 2015年 | スーパーフォーミュラ                                                    | KONDO RACING                                  | 佐崎愛里、日野礼香、林紗久羅                                                                                               |                                                    |
| 2015年 | D1GP                                                                    | EXEDY R Magic D1 Racing                       | 朝倉恵理子、北原さつき、前田真実果                                                                                         |                                                    |
| 2016年 | SUPER GT                                                                | LEXUS TEAM LEMANS WAKO'S                      | 日野礼香、森園れん、堀尾実咲                                                                                               |                                                    |
| 2016年 | スーパーフォーミュラ                                                    | SUNOCO TEAM LEMANS                            | 日野礼香、森園れん、堀尾実咲                                                                                               |                                                    |
| 2016年 | スーパー耐久                                                            | D'station Racing                              | 日野礼香、森園れん、堀尾実咲                                                                                               | [ 11 ] [ 動画 5 ]                                  |
| 2016年 | D1GP                                                                    | EXEDY R Magic D1 Racing                       | 朝倉恵理子、霧島聖子、今井みどり                                                                                           |                                                    |
| 2016年 | 鈴鹿8時間耐久レース                                                     | EXEDY RACING TEAM （Motorrad Rennsport）      | |                                                    |
| 2017年 | SUPER GT 鈴鹿8時間耐久レース                                            | エヴァンゲリオンレーシング2017                | 引地裕美、津島衣里、柳本絵美、藤谷梨砂                                                                                     |                                                    |
| 2017年 | D1 GP                                                                   | EXEDY RACING TEAM                             | |                                                    |
| 2017年 | F3 GP                                                                   | B-MAX RACING TEAM                             | |                                                    |
| 2017年 | レッドブル・エアレース・ワールドシリーズ 2017年千葉大会（幕張海浜公園） | ピート・マクロード（No.84 チーム マクロード） | 林紗久羅、璃波、立花はる、引地裕美、有馬綾香、宮越愛恵、河瀬杏美、村山久美、太田麻美、藤木由貴、森紗羅、川崎あや、比良祐里 | エアレースクイーン2017 by ROBERUTAのグランプリ受賞 |
| 2018年 | SUPER GT                                                                | LEXUS TEAM SARD SARDイメージガール            | 廣川エレナ | [ 21 ]                                             |
| 2019年 | SUPER GT                                                                | LEXUS TEAM SARD KOBELCO GIRLS                 | 中村比菜 | [ 24 ]                                             |
| 2019年 | スーパーフォーミュラ                                                    | KONDO Racing raffinee lady                    | 林紗久羅、今井みどり、中村比菜                                                                                             | [ 25 ]                                             |

### イメージガール
- 2016年 スーパー耐久イメージガール D'STATION フレッシュエンジェルズ[11]
- 2016年 東京オートサロン2016 avexキャンペーンガール
- 2015年 スポーツ新聞6紙 合同キャンペーン ユニット スクープ!?4期生（スポーツ報知担当）[12]
- 2016年 サドンアタック　初代SAガール
- 2017年 東京オートサロン2017avexキャンペーンガール[17]
- 2018年 アジアン・ポーカーツアー APT JAPAN POKER GIRL[動画 6]